# Хорошее Озеро
Хоро́шее О́зеро (укр. Хороше Озеро) – село, расположенное на территории Нежинского района Черниговской области (Украина). Расположено в 31 км на юго-запад от райцентра Борзны. Население — 648 чел. (на 2024 г.). Адрес совета: 16460, Черниговская обл., Нежинский р-он, село Хорошее Озеро, ул.Независимости, 7, тел. 2-81-42. Возле села расположена одноименная ж/д остановка.